# Talijanska Eritreja
Talijanska Eritreja je bila prva kolonija Kraljevine Italije. Osnovana je 1890. godine, prva talijanska naselja osnovana su 1882. godine oko Assaba, i službeno je postojala sve do 1947. godine
Od 1882. do 1941. Eritrejom je vladala Kraljevina Italija. U tih šezdeset godina Eritreju su naselile skupine talijanski doseljenika većinom nakon početka 20. stoljeća. Doseljeni su uglavnom u području oko Asmare. Broj eritrejskih Talijana rastao je do 4.000 tijekom Drugog svjetskog rata na gotovo 100.000, uključujući i obitelji vojnika, na početku Drugog svjetskog rata.
Godine 1869. Talijani su kupili uvalu kod Assaba od mjesnog sultana, ali su uvidjevši da nije pogodna za iskorištavanje zaleđa luku koristili kao postaju za utovar ugljena. Tijekom dvadesetog stoljeća Assab je postao glavna luka Etiopije.
Talijani su iskoristili sukobe na sjeveru Etiopije nakon smrti cara Ivana IV. Etiopskog 1889. godine te su okupirali visoravan i osnovali svoju novu koloniju, od tada poznatu kao "Eritreja". Koloniju je priznao Menelika II., novi etipijski car.
Nakon 1890. talijanska vlada počela je poboljšavati život u novoj koloniji. Razvija se medicinska skrb, poljoprivreda, kultura, jezična i vjerska raznolikost i javni red. Talijani su također izgradili mnoge velike infrastrukturne projekte poput željezničke pruge.
Benito Mussolini je nakon uspona na vlast u Italiji 1922. doveo do velikih promjena u Eritreji. Površina Talijanske Eritreje povećana je regijama u sjevernoj Etiopiji i Talijanskoj Somaliji. Fašisti su u tim godinama nametnuli oštra pravila, koja su naglašavala političku ideologiju kolonijalizma u Eritreji, u ime "novog Rimskog Carstva".
Eritreju je talijanska vlada izabrala da bude industrijsko središte Talijanske Istočne Afrike.  Talijanska vlada nastavila je provoditi poljoprivrednu reformu, ali prije svega na farmama u vlasništvu talijanskih doseljenika. Na području Asmare je 1940. godine bilo više od 2.000 malih i srednjih industrijskih poduzeća, većinom u područjima gradnje, mehanike, tekstila, struje i prerade hrane. Prema tome, životni standard u Eritreji 1939. smatran je jednim od najboljih u Africi. Talijani su novačili Eritrejce za kampanju osvajanja i koloniziranja Etiopije. Prema talijanskom popisu stanovništva iz 1939. godine Asmara je imala 98.000 stanovnika od čega 53.000 Talijana. Tako je Asmara bila glavni "talijanski grad" u talijanskom carstva u Africi. Nadalje, zbog talijanske arhitekture grada, Asmara je prozvana Piccola Roma (Mali Rim).
Početak Drugog svjetskog rata prekinuo je industrijalizaciju Eritreje.
Kad je britanska vojska osvojila Eritreju u proljeće 1941, većina infrastrukture i industrijskih zona iznimno su bile oštećene, a preostale poput žičare Asmara-Massawa postupno su uklonjene i šalju se prema Indiji i Britanskoj Africi kao ratni plijen. Usljedio je Talijanski gerilski rat koji su podržavali mnogi eritrejski kolonijalni vojnici, koji se vodio sve do primirja u rujnu 1943. Eritreja je stavljen pod britansku vojnu upravu nakon talijanske predaje u Drugom svjetskom ratu. Talijani su se počeli polako iseljavati tako da ih je u Asmari 1949. bilo samo 17.183 od 127.579 stanovnika. Mirovnim sporazumom iz 1947. Italija je službeno prihvatila kraj kolonije.